# Reprezentacja Ukrainy w futsalu mężczyzn
Reprezentacja Ukrainy w futsalu reprezentuje Ukrainę w międzynarodowych rozgrywkach futsalowych. Za jej funkcjonowanie odpowiedzialne jest Stowarzyszenie Mini-Futbolu (Futsalu) Ukrainy (ukr. АМФУ – Асоціація міні-футболу (футзалу) України, AMFU – Asociacija mini-futbołu (futzału) Ukrajiny) która posiada status członka zbiorowego Ukraińskiego Związku Piłki Nożnej.

## Historia
Narodową kadrę Ukrainy w futsalu utworzono w 1994 – przed rozpoczęciem turnieju eliminacyjnego do 3. Mistrzostw Świata 1996. Swój pierwszy oficjalny mecz międzypaństwowy rozegrała 5 czerwca 1994 w Mińsku przeciwko Białorusi, wygrywając 2:1. Najwyższe zwycięstwo 20:1 odniosła w meczu przeciwko Armenii rozegranym 17 lutego 2000 w Słowenii. Największą porażkę 0:16 poniosła w meczu przeciwko Brazylii 13 grudnia 1998 w Rio de Janeiro. Największym sukcesem ukraińskiej reprezentacji w futsalu jest dwukrotne wicemistrzostwo Europy, wywalczone w 2001 w Rosji oraz w 2003 we Włoszech.

## Udział w mistrzostwach świata
- 1996 – 4. miejsce
- 2000 –Nie zakwalifikowała się
- 2004 – 6. miejsce (2 runda)
- 2008 –8. miejsce (2 runda)
- 2012 – 6. miejsce (3 runda)
- 2016 – 13. miejsce (2 runda)
- 2021 – Nie zakwalifikowała się
- 2024 –  3. miejsce

## Udział w mistrzostwach Europy
- 1996 – 5. miejsce (runda grupowa)
- 1999 – Nie zakwalifikowała się
- 2001 –  2. miejsce
- 2003 –  2. miejsce
- 2005 – 4. miejsce (półfinał)
- 2007 – 7. miejsce (runda grupowa)
- 2010 – 5. miejsce (Ćwierćfinał)
- 2012 – 8. miejsce (Ćwierćfinał)
- 2014 – 5. miejsce (Ćwierćfinał)
- 2016 – 6. miejsce (Ćwierćfinał)
- 2018 – 5. miejsce (Ćwierćfinał)
- 2022 – 4. miejsce (półfinał)
- 2026 - Awans, lecz udział niepewny z powodu udziału Białorusinów[1]

## Trenerzy
- 1994–29.11.2012:  Hennadij Łysenczuk
- 09.01.2013–...:  Jewhen Rywkin